# 艾兴巴赫
艾兴巴赫是德国莱茵兰-普法尔茨州的一个市镇。总面积5.02平方公里，总人口59人，其中男性27人，女性32人（2011年12月31日），人口密度12人/平方公里。